# چراغ حصاری
چراغ حصاری، روستایی از توابع بخش سجاس‌رود شهرستان خدابنده در استان زنجان ایران است.

## جمعیت
این روستا در دهستان آق بلاغ قرار دارد و براساس سرشماری مرکز آمار ایران در سال ۱۳۸۵، جمعیت آن ۱۴۲ نفر (۳۸خانوار) بوده‌است.
آبش از چشمه، محصولش غلات، بنشن، انگور و قلمستان، شغل اهالی زراعت و بافتن قالیچه، گلیم و جاجیم و راهش مالرو است. (از فرهنگ جغرافیایی ایران ج ۲). مؤلف مرآت البلدان نویسد: «قریه‌ای است از قرای قدیم‌النسق سهرورد، از محال زنجان که محصولش غلهٔ دیمی و جزئی یونجه کاری است. این آبادی کم زمین است و چشمهٔ آب ضعیفی دارد و بواسطهٔ کمی مرتع اغنام و احشام در اینجا نگه نمی‌دارند». (از مرآت البلدان ج ۴ ص ۲۱۸).
از جاهای دیدنی این روستا ککولان عابدگولی داش بلاغ دره آلو و محل قدیمی این روستا یعنی تکه آغاجی می‌باشد.